# DK Bongos

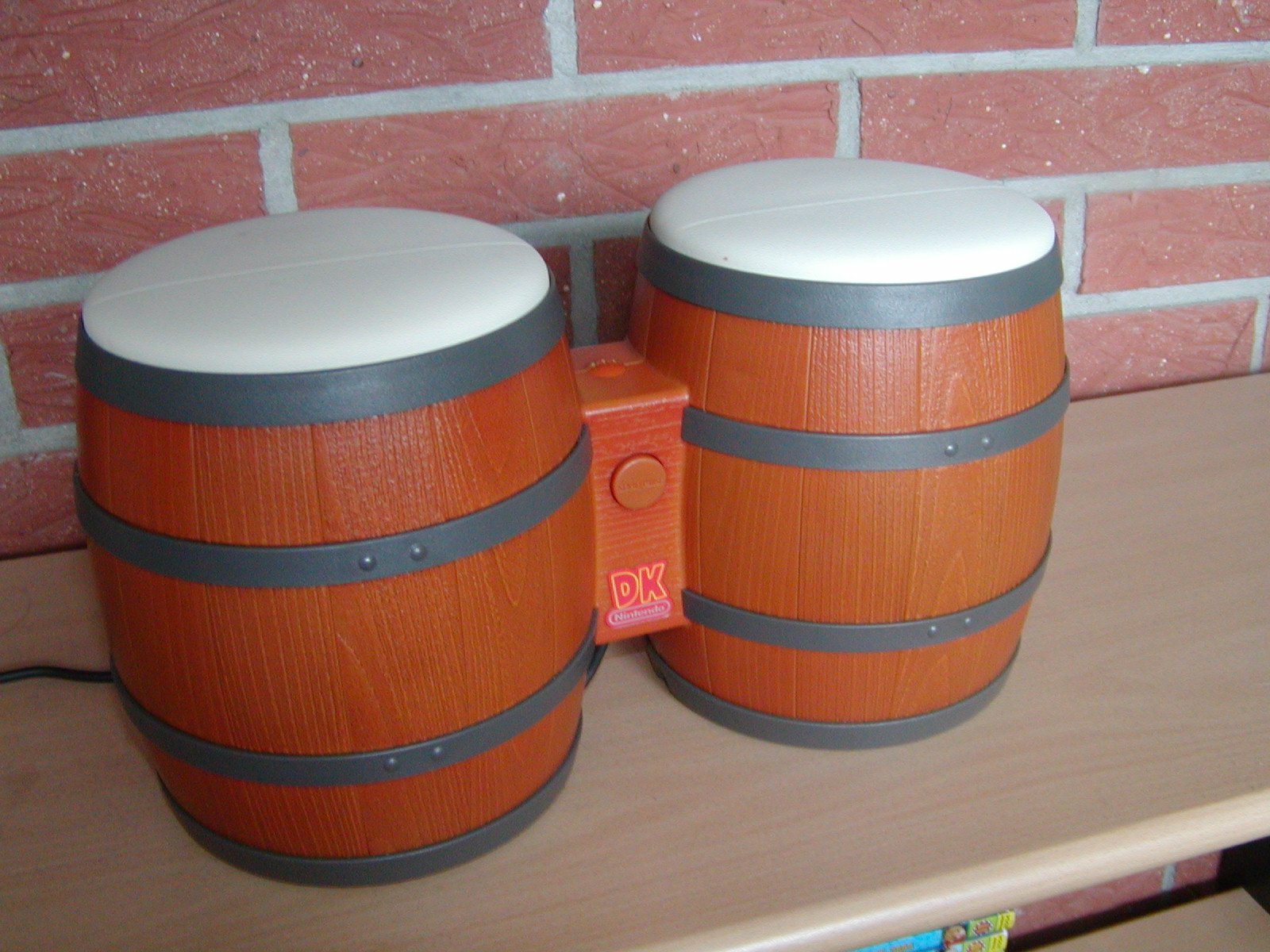
I DK Bongos

I DK Bongos sono dei controller per Nintendo GameCube a forma di bongo. Questa speciale periferica viene usata nei giochi Donkey Konga, i suoi due seguiti e in Donkey Kong Jungle Beat. Ognuno dei due bonghi ha la forma di un classico barile di Donkey Kong con una soffice membrana di gomma posta nella parte alta. Include anche un microfono interno che riconosce il battito delle mani. Nei giochi della serie Donkey Konga, i bonghi riconoscono le percussioni a destra, sinistra e il battito delle mani.
In Giappone il controller è chiamato TaruKonga (o TaruConga) controller. Il nome è un gioco di parole, combinando Taru (la parola giapponese per barile), Kon, o Con (un suffisso usato da Namco per i nomi delle sue periferiche, come la GunCon o la TaTaCon), e Konga (o Conga).
Nonostante fossero usciti come controller per il GameCube, i DK Bongos sono compatibili anche con i giochi per Wii e Wii U.